# Céu azul com sol branco

Versão Antiga, Emblema do Tongmenghui

O Céu Azul com um Sol Branco ( em chinês:  青天白日    ) é o emblema nacional da República da China e simbolo do Partido Nacionalista Chinês, criado em 1895 e usado amplamente pelo Tongmenghui e posteriormente pelo Kuomintang.

Emblema da Sociedade para a Regeneração Chinesa (1895)
Emblema do Partido Nacionalista da China (1912)
Emblema do Partido Nacionalista da China (Desde 1919)
Emblema da República da China (Desde 1926)

- O Emblema também é usado em bandeiras com o controle do Partido Nacionalista sob o governo da República da China no continente.

Bandeira da República da China (1927–1949)
Bandeira da República da China (1950)
Bandeira do Exército da República da China
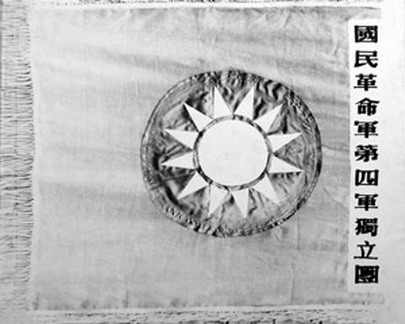
Fotografia de uma bandeira datada da época do Exército Nacional Revolucionário